# انهيار أرضي في ياردروم (2020)
الانهيار الأرضي في ياردروم هو انهيار أرضي طيني حدث في الساعات الأولى من يوم 30 ديسمبر 2020 في قرية أسك، المركز الإداري لمدينة ياردروم في النرويج. امتد على مساحة 300 × 700 متر (980 × 2300 قدم) ودمر العديد من المباني، معظمها منازل ومباني سكنية. اعتبارًا من 3 يناير 2021، تأكد مقتل سبعة أشخاص بسبب الانهيار الأرضي، بينما لا يزال ثلاثة في عداد المفقودين. وذكرت وسائل الاعلام أن الشرطة ستحقق في أسباب الانهيار.

## خلفيّة

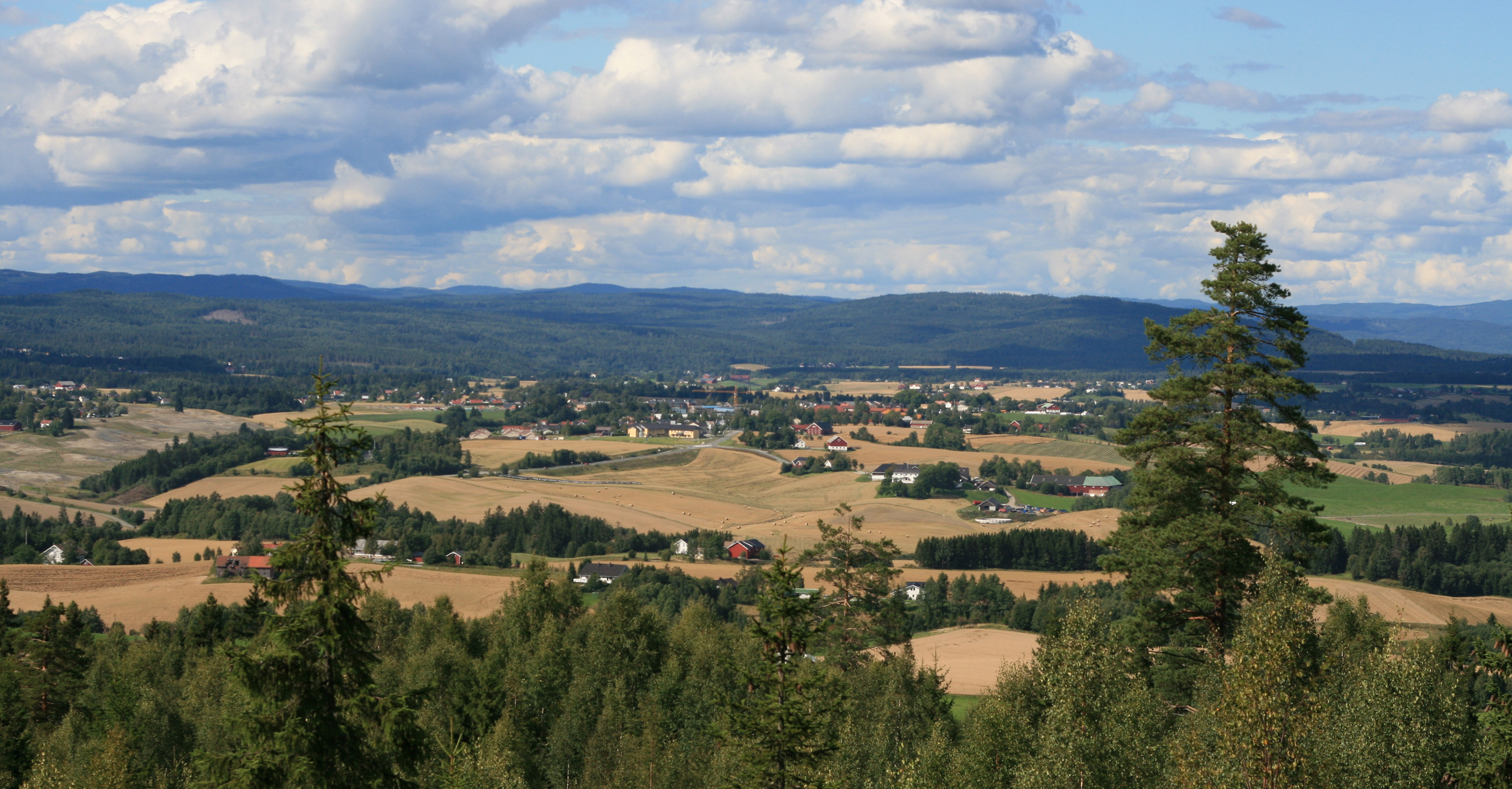
جيردروم، روميريك، آكيرشوس، كما تظهر من هيكسيبيرجفيليت. مركز بلدية آسك في منتصف الطريق، وتلال روميركسسيني في الخلفية.

حدثت في السابق انهيارات أرضية في بلدية ياردروم. خلال الليل بين 20 و21 أكتوبر 1924، حدث انهيار أرضي دمر عدة مزارع، وألحق أضرارًا بطول 1600 متر من الطرق. في عام 2014 دمر انهيار أرضي منزلين. ذكرت مقالة نشرت في Romerike Blad في يوليو 2008 أن شتاينار ميرابو (عالم هيدرولوجيا وجيولوجي) حذر البلدية من أن التربة تتآكل وأن هناك خطر حدوث انهيار أرضي؛ نيابة عن فرع Naturvernforbundet المحلي طالب بوقف البناء في نيستوليا.
```
ولكن تم البناء (بما في ذلك الحفر) باستخدام الآلات الثقيلة في نوفمبر 2020، في الجزء السفلي
[
15
]
 من منطقة الانهيار الأرضي في ديسمبر 2020، ووفقًا لإذاعة NRK، ربما تسببت كميات كبيرة من الأمطار في الأيام التي سبقت الحادث في تحركات التربة في المنطقة.
[
21
]
```

## عمليات البحث والإنقاذ
صدرت التقارير الأولى عن الانهيار الأرضي في الساعة 3:51 من صباح يوم 30 ديسمبر 2020، مما أسفر عن إصابة عشرة أشخاص. أُبلغ في البداية عن 26 شخصًا في عداد المفقودين، ولكن لاحقًا حُصر العدد الفعلي بعشرة أشخاص.
في يوم رأس السنة الجديدة، طلبت النرويج مساعدة السويد؛ عمل فريق البحث والإنقاذ المكون من 14 شخصًا من السويد في الموقع وأنهوا مهمتهم في نفس الليلة بعد وصول أفراد إنقاذ نرويجيين إضافيين.
بحلول 1 يناير 2021، نشرت الشرطة تفاصيل الأشخاص العشرة المفقودين. في نفس اليوم، أُبلغ عن أول إصابة، وفي وقت مبكر من يوم 2 يناير عُثر على جثة ضحية ثانية، وأيضًا عُثر على شخصين آخرين ميتين في وقت لاحق من ذلك اليوم. في 3 يناير، عُثر على ثلاث أشخاص ميتين آخرين، ليرتفع عدد الوفيات الإجمالي إلى سبعة. ولا يزال ثلاثة أشخاص في عداد المفقودين، مع استمرار عمليات البحث.

## بعد الكارثة
تلقى الصليب الأحمر في نانستاد وياردروم كميات كبيرة من التبرعات والمساعدات الإنسانية لضحايا الانهيار الأرضي. في أعقاب الكارثة، كشفت العديد من المنافذ الإخبارية أن المنطقة المتضررة صُنّفت كمنطقة عالية الخطورة للانهيارات الأرضية في وقت مبكر من عام 2005 وأنه كان من المقرر إجراء تقييم جديد لها في عام 2021 بسبب زيادة حجم مشاريع الإسكان والتشييد في المنطقة. انتقد العديد من الخبراء والمهندسين لاحقًا الحكومة الوطنية النرويجية وكذلك الحكومة المحلية لعدم أخذ المناطق عالية الخطورة على محمل الجد والسماح لمشاريع الإسكان بالاستمرار على الرغم من وجود «تعليمات واضحة حول كيفية التعامل مع هذه المناطق لأكثر من خمسين عامًا».

## ردود الفعل
زارت رئيسة الوزراء النرويجية إرنا سولبرغ المنطقة المتضررة في 31 ديسمبر 2020، وخصص الملك هارلد الخامس ملك النرويج جزءًا من خطابه بمناسبة العام الجديد للمتضررين من الكارثة؛ وقام هو وملكة النرويج سونيا بزيارة قرية أسك في 3 يناير. كما أعرب ملك السويد، كارل السادس عشر غوستاف، علنًا عن تعاطفه في اليوم التالي. كما أعرب رئيس فنلندا ساولي نينيستو ورئيس الوزراء سانا مارين عن تعازيهما لحكومة النرويج وشعبها. في 3 يناير، زار الملك هارالد الخامس والملكة سونيا وولي العهد الأمير هاكون منطقة الكارثة للتحدث مع رجال الإنقاذ والمتطوعين والأشخاص الذين جرى إجلاؤهم وأقاربهم.